# Voiture Ouest à impériale

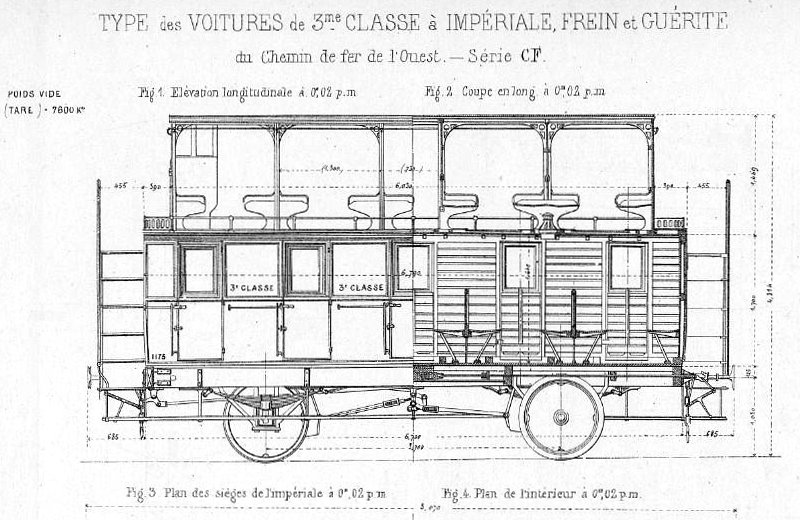
Plan d'une voiture de 3e classe (1869).

Dès 1855, pour faire face à l'augmentation du trafic de la région parisienne, en particulier des « trains ouvriers » à partir de la gare Saint-Lazare, la Compagnie des chemins de fer de l'Ouest met en service des voitures de banlieue B4C4 à deux essieux et deux étages comportant une impériale ouverte qui permettent d’augmenter le nombre de places. L'accès à l'impériale était particulièrement périlleux. Il se faisait par des escaliers extérieurs implantés en bout de caisse puis en longeant l'impériale par un passage non protégé par garde-corps.
En 1883 des voitures B4C4½ permettent d'augmenter la capacité de 72 à 76 places. À peu près à la même époque, des voitures à impériale fermée, les Bidel étaient en service sur le réseau de l'Est.

## Caractéristiques
Voiture mixte B4C4½ :
- Longueur : 8,070 m
- Tare : 9 t
- 40 places en deuxième classe en partie basse dans 4 compartiments fermés à portières latérales de 10 places
- 36 places en troisième classe sur l'impériale ouverte (salle ouverte avec passages latéraux offrant 9 banquettes en bois de 4 places).

Voiture de troisième classe :
- Longueur : 8,070 m
- Tare : 7,6 t
- 50 places en partie basse dans 5 compartiments fermés à portières latérales de 10 places
- 36 places sur l'impériale ouverte (salle ouverte avec passages latéraux offrant 9 banquettes en bois de 4 places).

Ces voitures ont circulé jusqu'à l’électrification de la ligne de Paris-Saint-Lazare à Saint-Germain-en-Laye entre 1924 et 1931. La voiture 20303, construite en 1885 par la société Carel frères et Cie et restaurée en 1976 par les ateliers SNCF de Romilly-sur-Seine, est préservée à la Cité du train de Mulhouse.

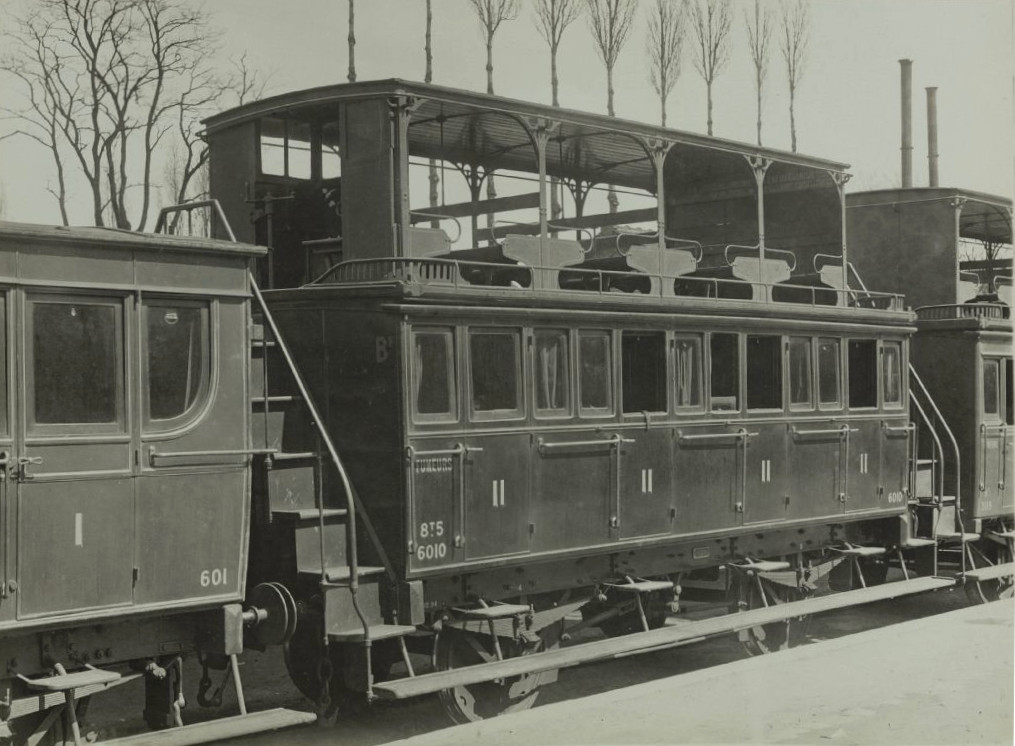
Voiture 6010 vers 1910.

En 1895, apparaissent des voitures B4C5 (80 places) à impériale fermée desservie par une allée centrale. Ces voitures ont été produites à 110 exemplaires :
- 1895, 10 voitures, de B 8001 à B 8010, par Carel frères et Cie ;
- 1899, 100 voitures, par De Dietrich.

Ces voitures sont particulièrement dangereuses et de nombreux accidents sont à déplorer. La partie haute de la voiture fait moins de 1,50 m de haut et ne permet donc pas aux voyageurs de rester debout, sauf au niveau de l'escalier situé à l'extérieur. Par ailleurs, les côtés ne sont pas fermés. Les passagers peuvent donc sortir la tête en dehors du train et heurter les infrastructures ferroviaires (tablier ou pile de pont notamment) lorsque le train fait route. Après plusieurs accidents au niveau de la gare de Pont-Marcadet, le ministre des Travaux publics enjoint en janvier 1906 la Compagnie des chemins de fer du Nord à retirer ces voitures de la circulation ; le retrait s'étale sur 25 années.